# Edward Szpakowski
Edward Szpakowski (ur. 12 lipca 1880 w Tbilisi, zm. ok. 2 marca 1942) – doktor prawa, pułkownik Armii Imperium Rosyjskiego, generał brygady Wojska Polskiego.

## Życiorys
Po studiach prawa na uniwersytecie w Petersburgu rozpoczął zawodową służbę w armii rosyjskiej, w charakterze audytora. Dosłużył się stopnia pułkownika.
Po upadku rządów carskich wstąpił ok. 1918 do WP, gdzie od 1920 roku był prokuratorem przy Naczelnym Sądzie Wojskowym, a następnie Najwyższym Sądzie Wojskowym. 29 maja 1920 roku został zatwierdzony w stopniu pułkownika Korpusu Sądowego ze starszeństwem z dniem 1 kwietnia 1920. W latach 1922–1926 był szefem gabinetu ministra Spraw Wojskowych.
W 1926, w czasie przewrotu majowego, otrzymał od rządu zadanie zdobycia gmachu MSW na ul.Nowowiejskiej, obsadzonego przez piłsudczyków pod dowództwem płk. Sławoja Składkowskiego, ale sprowadzeni przez Szpakowskiego żołnierze i marynarze ulegli perswazjom Składkowskiego i Jagryma-Maleszewskiego i przeszli na stronę piłsudczyków. F.S. Składkowski opisał to następująco: „na dziedziniec ministerstwa weszła zamówiona dla ochrony gmachu przez gen. Szpakowskiego kompania ordynansów, a tuż za nią kompania sanitarna, dowodzona przez znanego mi dobrze sierżanta Gierosa. Obydwaj sierżanci zameldowali, że przyprowadzili kompanie do dyspozycji generała Szpakowskiego, na mój rozkaz jednak uszykowali kompanie w dwuszereg i złożyli raport stanu liczebnego. Było razem koło stu pięćdziesięciu szeregowych, uzbrojonych w stare karabiny francuskie /.../ Pluton marynarzy, również sprowadzony uprzednim zarządzeniem generała Szpakowskiego, przyjął i natchnął przemową pułkownik kawalerii Jagrym-Maleszewski, który okazał mi wybitną pomoc przy obronie ministerstwa”.
Po zwycięstwie piłsudczyków gen. Szpakowski przeszedł w 1927 w stan spoczynku. Mieszkał w Warszawie przy ul. Koszykowej 44. W roku 1942 został aresztowany przez Niemców i uwięziony na Pawiaku. Został rozstrzelany na początku marca 1942, prawdopodobnie na terenie obozu pracy Treblinka I. Jego grób symboliczny znajduje się na warszawskich Powązkach (H-2-12/13).
Jego synem był Olgierd Szpakowski, działacz Ruchu Narodowo-Radykalnego „Falanga”, ofiara zbrodni katyńskiej, wnuczką – profesor Małgorzata Szpakowska.

## Ordery i odznaczenia
- Krzyż Oficerski Orderu Odrodzenia Polski (2 maja 1922)[4]
- Kawaler Orderu Legii Honorowej (Francja, zezwolenie Naczelnika Państwa w 1922)[5]
- Wielki Oficer Orderu Gwiazdy (Rumunia)[6]
- Komandor Orderu Korony (Włochy)[6]
- Komandor Orderu Korony (Belgia)[6]
- Komandor Orderu Lwa Białego (Czechosłowacja)[7]
- Komandor Orderu Orła Białego (Jugosławia)[7]